# Cameron Highlands
Cameron Highlands (tiếng Mã Lai: Tanah Tinggi Cameron, tiếng Trung: 金马崙高原, tiếng Tamil: கேமரன் மலை) là một huyện và là trạm đồi (hill station) rộng nhất của Malaysia, với diện tích 712 kilômét vuông (275 dặm vuông Anh). Nó giáp bang Kelantan về phía bắc và giáp bang Perak về phía tây.

## Khí hậu
| Dữ liệu khí hậu của Cameron Highlands | Dữ liệu khí hậu của Cameron Highlands | Dữ liệu khí hậu của Cameron Highlands | Dữ liệu khí hậu của Cameron Highlands | Dữ liệu khí hậu của Cameron Highlands | Dữ liệu khí hậu của Cameron Highlands | Dữ liệu khí hậu của Cameron Highlands | Dữ liệu khí hậu của Cameron Highlands | Dữ liệu khí hậu của Cameron Highlands | Dữ liệu khí hậu của Cameron Highlands | Dữ liệu khí hậu của Cameron Highlands | Dữ liệu khí hậu của Cameron Highlands | Dữ liệu khí hậu của Cameron Highlands | Dữ liệu khí hậu của Cameron Highlands |
| Tháng                                 | 1                                     | 2                                     | 3                                     | 4                                     | 5                                     | 6                                     | 7                                     | 8                                     | 9                                     | 10                                    | 11                                    | 12                                    | Năm                                   |
| ------------------------------------- | ------------------------------------- | ------------------------------------- | ------------------------------------- | ------------------------------------- | ------------------------------------- | ------------------------------------- | ------------------------------------- | ------------------------------------- | ------------------------------------- | ------------------------------------- | ------------------------------------- | ------------------------------------- | ------------------------------------- |
| Trung bình ngày tối đa °C (°F)        | 21.4 (70.5)                           | 22.3 (72.1)                           | 23.0 (73.4)                           | 23.3 (73.9)                           | 23.2 (73.8)                           | 22.8 (73.0)                           | 22.3 (72.1)                           | 22.0 (71.6)                           | 21.9 (71.4)                           | 21.8 (71.2)                           | 21.7 (71.1)                           | 21.1 (70.0)                           | 22.2 (72.0)                           |
| Tối thiểu trung bình ngày °C (°F)     | 14.6 (58.3)                           | 14.6 (58.3)                           | 15.2 (59.4)                           | 15.8 (60.4)                           | 16.1 (61.0)                           | 15.6 (60.1)                           | 15.2 (59.4)                           | 15.3 (59.5)                           | 15.3 (59.5)                           | 15.3 (59.5)                           | 15.3 (59.5)                           | 14.9 (58.8)                           | 15.3 (59.5)                           |
| Lượng mưa trung bình mm (inches)      | 95.3 (3.75)                           | 144.0 (5.67)                          | 220.6 (8.69)                          | 257.5 (10.14)                         | 273.5 (10.77)                         | 174.4 (6.87)                          | 173.2 (6.82)                          | 229.5 (9.04)                          | 278.4 (10.96)                         | 373.0 (14.69)                         | 316.8 (12.47)                         | 209.8 (8.26)                          | 2.746 (108.11)                        |
| Số ngày mưa trung bình (≥ 1.0 mm)     | 11                                    | 11                                    | 16                                    | 17                                    | 18                                    | 13                                    | 14                                    | 16                                    | 20                                    | 23                                    | 21                                    | 17                                    | 197                                   |
| Nguồn: Tổ chức Khí tượng Thế giới     |                                       |                                       |                                       |                                       |                                       |                                       |                                       |                                       |                                       |                                       |                                       |                                       |                                       |